# Atike Sultan (figlia di Ahmed III)
Atike Sultan (turco ottomano: عتیقه سلطان, lett. "libera" o "generosa"; Costantinopoli, 29 febbraio 1712 – Costantinopoli, 2 aprile 1737) è stata una principessa ottomana, figlia del sultano Ahmed III.

## Biografia

### Origini
Atike Sultan nacque il 29 febbraio 1712 a Costantinopoli, nel Palazzo Topkapi. Suo padre era il sultano ottomano Ahmed III. 
Nel 1728, suo padre costruì una fontana a suo nome. 

## Matrimoni
Atike si sposò il 21 febbraio 1724, insieme alle sue sorellastre Ümmügülsüm Sultan e Hatice Sultan. Venne data in sposa a Mehmed Paşah, figlio del Gran Visir Nevşehirli İbrahim Paşah e della sua prima moglie (da cui aveva divorziato per sposare un'altra sua sorellastra, Fatma Sultan). 
Alla coppia venne assegnata come residenza il Palazzo Cağaloğlu ed ebbero un figlio insieme. 
Nel 1730 scoppiò la rivolta Patrona Halil, che depose suo padre e uccise sia suo suocero che molti suoi cognati, ma suo marito riuscì a salvarsi e a ottenere il perdono, venendo nominato prima governatore di Salonicco e poi di Hüdavendigar. Nel 1735 si ammalò e si ritirò a vita privata

## Morte
Atike Sultan morì nel suo palazzo il 2 aprile 1737 e venne sepolta nella moschea Yeni Cami.